# Esmeraldas (tỉnh)

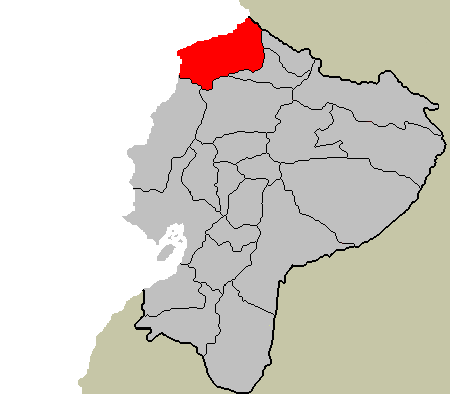
Bản đồ tỉnh Esmeraldas ở Ecuador.

Esmeraldas là một tỉnh ở tây nam Ecuador. Tỉnh lỵ là Esmeraldas.
Tỉnh được chia ra thành 8 tổng:
Tổng (thủ phủ)
1. Atacames (Atacames)
2. Eloy Alfaro (Valdez)
3. Esmeraldas (Esmeraldas)
4. Muisne (Muisne)
5. Quinindé (Rosa Zárate)
6. Río Verde (Rioverde)
7. San Lorenzo (San Lorenzo)
8. La Concordia (La Concordia)

Các tổng được chia ra thành các giáo khu
1. Pedro Carlo
2. Union of Daule
3. Tola
4. Maldonado
5. Bellavista
6. Daule